# Частный поверенный
Частный поверенный — представитель по гражданским делам и защитник по уголовным делам. Частные поверенные появились в Российской империи в соответствии с законом от 25 мая 1874 года. В отличие от присяжных поверенных, они имели право выступать только в тех судах, от которых получили свидетельство, — разрешение на эту деятельность.
В отличие от присяжных поверенных, надзор за которыми осуществлял совет присяжных поверенных, частные поверенные не имели корпоративной организации, и были поднадзорны тем судебным учреждениям, от которых получили свидетельство. Закон 1874 года строго не оговаривал наличия высшего юридического образования у частных поверенных, поэтому в их число часто попадали лица, имеющие лишь среднее (гимназическое) образование или даже домашнее образование. Так, в 1895 году из 2418 частных поверенных лишь 739 закончили юридические факультеты университетов. В 1914 году около половины частных поверенных занимались практикой в 735 малых городах и селениях России, в которых присяжных поверенных и их помощников насчитывалось единицы.
Институт присяжной и частной адвокатуры просуществовал до ноября 1917 года.